# Willem van de Passe

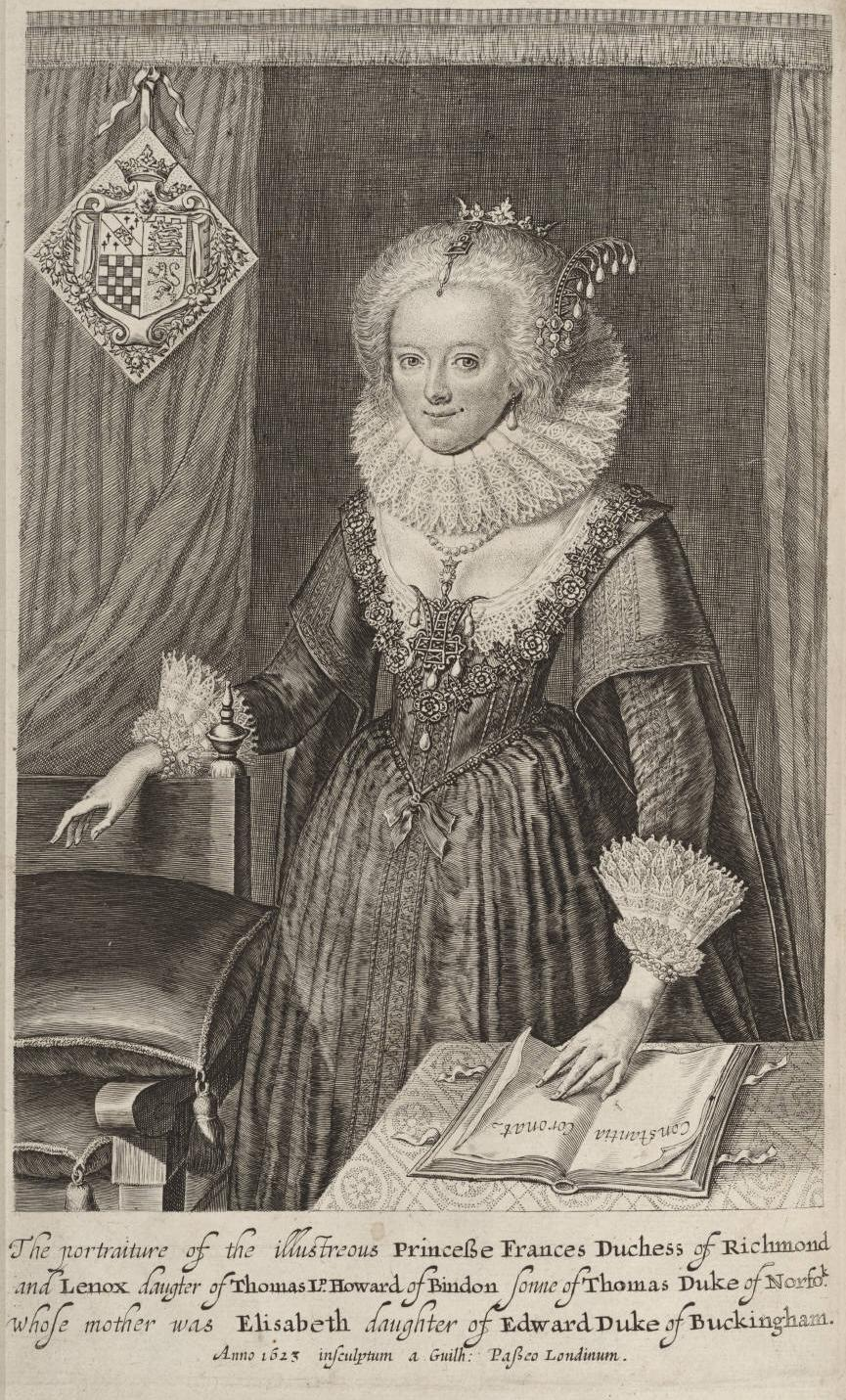
Ritratto di Frances Stewart, duchessa di Richmond e Lennox

Willem o Wilhelmus (van) de Passe,   o Pas o Passaeus o Passeus (Colonia, 1597 – Londra, 7 ottobre 1637), è stato un incisore e disegnatore olandese del secolo d'oro, appartenente ad una famiglia di famosi incisori.

## Biografia

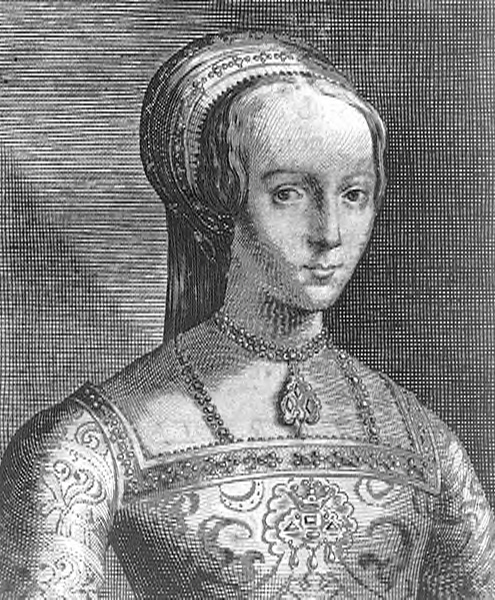
Ritratto di lady Jane Grey (1620)

Figlio ed allievo di Crispijn van de Passe e fratello di Simon, Crispijn e Magdalena,, fu attivo a Utrecht dal 1618 al 1620 e a Londra dal 1621 al 1636. Probabilmente si recò anche a Parigi, come il fratello Simon.
Incise, come i suoi fratelli, ritratti, tra cui quello di George Villiers e membri della famiglia reale. Le sue opere sono difficilmente distinguibili da quelle degli altri componenti della sua famiglia.
Fu suo allievo John Payne.

## Opere
- Ambrose Dudley, III conte di Warwick, incisione, 1620[7]
- Il cardinale Reginald Pole[8]
- Ritratto di Frances Stewart, duchessa di Richmond e Lennox, incisione
- Giacomo I d'Inghilterra e la sua famiglia, incisione di Charles Turner da Willem van de Passe, 1814[9]
- John Rogers, incisione, 1620[10]
- Ritratto di lady Jane Grey, incisione, 1620
- Mountjoy Blount, conte di Newport, incisione da Martin Droeshout[11]